# EAE商学院
EAE商学院是一所创建于1958年的私立商学院，在 马德里 和 巴塞罗那 (西班牙) 都有校区。

## 历史
成立于1958年。 2006年，Planeta集团收购了EAE商学院。学校共分为5大校区，占地12000平米，其中2所在首都 马德里，3所在经济中心巴塞罗那。

## 官方认证
EAE商学院硕士项目提供第三方官方认证。巴塞罗那某些硕士项目提供加泰罗尼亚理工大学 Universitat Politècnica de Catalunya 官方认证, 马德里校区某些硕士项目提供胡安卡洛斯国王大学 Universidad Rey Juan Carlos 官方认证。

## 联盟成员
- AEEDE (西班牙企业管理学院协会)成员[來源請求]
- EFMD (欧洲管理发展基金会)[來源請求]
- EBEN (欧洲商业道德网络)[來源請求]
- ForQ (培训质量协会)[來源請求]
- CLADEA (拉丁美洲MBA学校理事会)[來源請求]
- AACSB (商学院联合会).[3]

## 排名
- Merco Ranking (2016): 学院连续三年在教育领域担任西班牙第二名最有名望商学院。 在综合公司排名表中，学校排名第45位。[4]

- Merco Ranking (2016) : 西班牙最优秀的公司之一，[5] 连续十年跻身商学院前五名[6] 在《 Merco企业责任与治理》排名2015年版中[7] EAE在综合公司分类中排名第24位。

- El Mundo Ranking, 2016: El Mundo报纸连续三年将六项EAE硕士提名为西班牙各专业领域的佼佼者（企业传播管理硕士，财务管理硕士，运营与物流管理硕士，商业与销售管理硕士，市场营销和商业管理硕士，人力资源管理硕士）。[8]

- 2016年全球最佳商学院排名：由该杂志编写的排名，EAE排名第13位。[9]

- Eduniversal 2015-2016年全球最佳硕士排名：企业传播管理硕士，供应链管理硕士和人力资源管理硕士名列世界最佳。[10]

## 媒体报道
一些媒体报道:
媒体: 经济学人, El País, La Razón. Radio: Canal Extremadura Radio Cadena Ser Radio Intereconomía RTVE Onda Cero Catalunya Television: Noticias Cuatro Guatevisión Noticias Cuatro